# David Belenguer
David Belenguer Reverter (ur. 17 października 1972 w Vilassar de Mar, w Katalonii) – hiszpański piłkarz, środkowy obrońca. W 2011 roku zakończył karierę. Grał m.in. w Betisie, Getafe CF i Albacete Balompié.
W Primera División rozegrał 204 spotkania i zdobył jedną bramkę.